# 隈治人
隈 治人（くま はると、1915年12月8日 - 1990年11月23日）は、長崎県出身の俳人。戦災の悲劇を句作の原点とした。

## 生涯
長崎市生。長崎医科大学附属薬学専門部（現長崎大学薬学部）卒。1951年、「かびれ」に入会し大竹孤悠に師事。1954年、長崎原爆忌俳句大会を創設。1959年、長崎新聞俳壇選者。1962年、金子兜太らと「海程」を創刊・同人。1965年、第12回現代俳句協会賞受賞。1971年「土曜」創刊・主宰。1990年、長崎新聞文化章。同年11月23日死去、74歳。1992年、「土曜」会員有志より「雲が首灼く浦上　花をもっと蒔こう」句碑が長崎平和公園周辺に建てられている。